# اسنیتر
اسنیتر (به انگلیسی: Snitter) یک روستا و محله مدنی در بریتانیا است که در نورث‌آمبرلند واقع شده‌است. اسنیتر ۱۰۸ نفر جمعیت دارد.